# Юстен, Стефани
Стефани Юстен (нидерл. Stefanie Joosten, родилась 5 августа 1988) — нидерландская модель, певица и актриса. Живёт в Японии с начала 2011 года. Впервые она получила широкое общественное внимание, когда японский разработчик Konami пригласил её на озвучку, захват движения, и захват лица для персонажа Молчунья в компьютерной игре 2015 года Metal Gear Solid V: The Phantom Pain.

## Ранние годы
Стефани Юстен родилась в Рурмонде, Лимбург, на юго-востоке Нидерландов. Она была поклонницей Pokémon с раннего возраста. Она посещала Колледж Bisschoppelijk Broekhin в Рурмонде, где она прошла двуязычный (на голландским и английским) курс. Являясь фанаткой культуры отаку с юности, Стефани решила изучать японский язык и культуру в Лейденском университете. В 2009 году она отправилась в Киото на год в рамках программы обмена. Именно после этого опыта она решила переехать в Токио, получив диплом в Нидерландах.

## Карьера
В Японии Стефани заключила контракт с несколькими модельными агентствами, которые искали западных моделей. Она начала вести модельную карьеру в 2011 году. После нескольких небольших ролей и роликов, она получила звонок от тайного агента, который искал модели, чтобы помочь с неанонсированной видеоигрой. Юстен, которая с детства была помешана на японских видеоиграх, сильно удивилась, когда увидела знакомое лицо во время прослушивания. Позже она узнала, что это был известный разработчик видеоигр Хидэо Кодзима, когда он давал представление о том, что она будет озвучивать и какую роль она будет исполнять. Она была выбрана в качестве визуальной и голосовой модели для Молчуньи, центрального женского персонажа в игре Metal Gear Solid V: The Phantom Pain.

## Фильмография
| Год  |    | Русское название | Оригинальное название                | Роль                                                 |
| ---- | -- | ---------------- | ------------------------------------ | ---------------------------------------------------- |
| 2014 | с  |                  | Gekitsui                             | Мэри                                                 |
| 2015 | с  |                  | Do es Deka                           |                                                      |
| 2015 | ки |                  | Metal Gear Solid V: The Phantom Pain | Молчунья (английское и японское озвучивание, модель) |
| 2016 | с  |                  | ICEY                                 | ICEY (английское озвучивание)                        |